# 진주 고산정
진주 고산정(晉州 孤山亭)은 대한민국 경상남도 진주시 대평면에 있는 조선시대의 건축물이다.
1983년 7월 20일 경상남도의 문화재자료 제13호 고산정으로 지정되었다가, 2018년 12월 20일 현재의 명칭으로 변경되었다.

## 개요
정훤이 숨어 지내며 남은 삶을 보내던 곳이다.
정훤은 광해군의 포악한 정치에 휩쓸리기 싫어서 이곳에 내려와 정자를 지어 고산정이라 불렀다.
건물은 앞면 4칸·옆면 2칸　규모로，지붕은 옆면에서 볼 때 여덟 팔(八)자 모양인 팔작지붕이다. 앞뒤에 퇴칸을 두었고 좌우 양쪽에 대청을 두었다. 뒤를 제외한 3면에는 난간을 둘렀다.
정자와 사당을 남북쪽에 앞뒤로 나란히 二자 모양으로 배치하였는데, 사당은 앞면 3칸·옆면 1칸 규모이며 지붕은 팔작지붕이다.

## 참고 자료
- 진주 고산정 - 국가유산청 국가유산포털